# Stenotatus
Stenotatus és un gènere extint de mamífers cingulats de la família dels clamifòrids que visqueren a Sud-amèrica des de l'Oligocè inferior fins al Miocè superior, fa entre 6,8 i 33,9 milions d'anys. Se n'han trobat restes fòssils a l'Argentina i Xile. Es calcula que devia pesar uns 3.720 g, cosa que el situa entre els armadillos extints més petits. Les proporcions de les extremitats anteriors fan pensar que era tan bon excavador com els seus parents dasipodins. Pot ser que fos omnívor. El nom genèric Stenotatus significa ‘armadillo estret’.